# Tarbert (Kintyre)
Tarbert es una localidad situada junto a la entrada occidental del Loch Fyne, en Kintyre, en el concejo de Argyll y Bute, en Escocia (Reino Unido), con una población estimada a mediados de 2019 de 1130 habitantes. Se encuentra a 19 km de Lochgilphead. El nombre significa istmo. Tiene un servicio de ferry a Portavadie y Lochranza.